# Puula
Puula alt. Puulavesi är Mäntyharjustråtens största sjö i Kymmene älvs vattendrag. Sjön ligger inom kommunerna Hirvensalmi och Kangasniemi samt staden S:t Michel i Södra Savolax, Finland. Höjden är 94,7 m ö.h.(med en varians på 94,37 - 94,85 m ö.h.) och arean 331 km². Den för Puulavesi karakteristiska sydost-nordvästliga kedjan av öar delar sjön i två större fjärdar, Simpiä och Karttuu. Det största djupet är på 60 m (på grundkartan över sjön har ett djup på 63 m markerats i fjärden Pauni invid Simpiä) .
Puula är Södra Savolax landskapssjö.

## Historia
Fram till mitten av 1800-talet avrann Puulavesi genom Suontee i Sysmästråten till Päijänne. Planerna på att sammanbinda sjön med Mäntyharjustråten genom ett kanalbygge togs fram på 1820-talet. Puulavesi är förbunden med sundet Suonsalmi till sjön Liekune (på samma höjd) varifrån vattnet avrinner genom Kissakoski kanal till sjön Vahvajärvi i Mäntyharjustråten. Kanalen öppnades år 1854 varvid vattennivån i Puulavesi och Liekune sjönk med cirka 2,5 meter .

## Vattenkvalitet
Vattenkvaliteten är mycket god i Puulavesi, förutom i viken Kotalahti i den sydöstra delen av sjön. Avloppsvatten från tätorten Otava (i S:t Michel) leddes tidigare till viken och övergödningen är än i dag ett faktum. Vattnet i större delen av Puulavesi har en låg halt av humus. Därmed är vattnet klart med en knappt synlig brun nyans .

## Fauna

### Fåglar
De stora fjärdarna med kringliggande områden av ödemarkskaraktär gynnar fågelarter som silltrut, små- och storlom. Andra fågelarter som trivs vid sjön är olika måsarter samt bland annat gräsand, fisktärna, knipa, små- och storskrake .

### Fiskar
Puulavesi är rik på fisk. Antalet fiskarter är stort. Siklöjan och norsen samt rovfiskarterna abborre (större individer), lake, insjö-lax och insjö-öring trivs ute i de öppna fjärdarna. I sjön påträffas, främst vid stränderna, flera sikarter, till exempel peledsik. Andra fiskarter som påträffas i sjön är braxen, gers, grönling, gädda, harr, id, kvidd, mört, röding, stensimpa och ål.
Siklöjorna i Puulavesi är speciella då speciellt äldre individer bär på rundmaskar av arten Philonema sibirica. Dessa är ofarliga för människan och avlägsnas vid fiskrensning. Årligen fångas mellan 20 och 120 ton siklöjor, vilket innebär att arten är den viktigaste fångstfisken i sjön.
Gösen var tidigare en vanlig fiskart i sjön. På 1960-talet utrotades den nästan men genom inplantering har den återigen blivit vanligare. Insjö-laxen inplanterades i sjön på 1990-talet. Även insjö-öringen hör till de inplanterade arterna .